# Destanee Aiava
Destanee Gabriella Aiava (født 10. maj 2000 i Melbourne, Australien) er en professionel tennisspiller fra Australien.